# Branko Kralj
Pour les articles homonymes, voir Kralj.
Branko Kralj (né le 10 mars 1924 à Zagreb dans le royaume des Serbes, Croates et Slovènes - mort le 18 décembre 2012) est un joueur de football croate (international yougoslave), qui jouait au poste de gardien de but.

## Biographie

### Club
Durant sa carrière, il n'a évolué que dans des clubs de sa ville natale et aujourd'hui capitale croate Zagreb, avec successivement le Concordia Zagreb, le Borac Zagreb et enfin le Dinamo Zagreb.
Après sa carrière sportive, il suit les cours de la Faculté d'humanités et de sciences sociales de l'université de Zagreb et fait partie de l'équipe dirigeante du Dinamo Zagreb.

### Sélection
En sélection, il a évolué avec l'équipe de Yougoslavie et est connu pour avoir fait partie de l'effectif yougoslave qui disputa la coupe du monde 1954 en Suisse.